# Mattia Trianni
Mattia Trianni (* 16. Januar 1993 in Heilbronn) ist ein deutsch-italienischer Fußballspieler.

## Karriere
Nach seinen Anfängen in der Jugend der Vereine VfL Neckargartach, Union Böckingen, Heilbronner SpVgg, FC Heilbronn, VfB Stuttgart, TSG 1899 Hoffenheim und Stuttgarter Kickers wechselte er zum 1. CfR Pforzheim. Nach jeweils einer Saison beim 1. FC Bruchsal in der Oberliga Baden-Württemberg und dem BSV Rehden in der Regionalliga Nord wechselte er Anfang des Jahres 2015 in die Regionalliga Nordost zur TSG Neustrelitz. Nach einem halben Jahr wechselte er innerhalb der Liga zum FC Viktoria 1889 Berlin.
Im Sommer 2017 erfolgte sein Wechsel in die 3. Liga zum VfR Aalen. Dort kam er auch zu seinem ersten Profiliga-Einsatz, als er am 26. August 2017, dem 6. Spieltag, beim 1:1-Heimunentschieden gegen den FC Rot-Weiß Erfurt in der 61. Spielminute für Rico Preißinger eingewechselt wurde. Insgesamt kam er bei den Aalenern jedoch nicht über den Status eines Reservisten hinaus. Nachdem die Mannschaft im Sommer 2019 in die Regionalliga abgestiegen war, verließ Trianni den Verein.
Nach zweimonatiger Vereinslosigkeit wechselte er Anfang September 2019 in die USA, wo ihn der Zweitligist Reno 1868 FC verpflichtete und mit einem Vertrag bis zum Jahresende ausstattete. Nach dessen Ablauf kehrte Trianni im Januar 2020 nach Deutschland zurück und schloss sich dem Regionalligisten SV Babelsberg 03 an. Im Januar 2021 folgte der Wechsel zum SV Atlas Delmenhorst. Im Sommer 2023 ging er zum württembergischen Oberligisten SSV Reutlingen 05, ehe er sich ein Jahr später dem Landesligisten Sport-Union Neckarsulm anschloss.